# غريغ ليك
غريغ ليك (بالإنجليزية: Gregory Stuart "Greg" Lake)‏ (مواليد 10 نوفمبر 1947 في دورست - 7 ديسمبر 2016)، هو مغني وكاتب غنائي وموسيقي ومؤلف ومنتج إنجليزي بدأ مسيرته الفنية عام 1966. وكان مغني وعازف غيتار بفرقة الروك «كينج كريمسون»، قبل انضمامه إلى فرقة ايمرسون وليك وبالمر. كما أنه نشط كمغني منفرد، وحقق أكبر نجاح في سنة 1975 في أغنية «أي بيليف إن فاذر كريسماس».

## وصلات خارجية
- غريغ ليك على موقع IMDb (الإنجليزية)
- غريغ ليك على موقع ميوزك برينز (الإنجليزية)
- غريغ ليك على موقع إن إن دي بي (الإنجليزية)
- غريغ ليك على موقع أول ميوزيك (الإنجليزية)
- غريغ ليك على موقع ديسكوغز (الإنجليزية)
- غريغ ليك على موقع قاعدة بيانات الفيلم (الإنجليزية)

- الموقع الرسمي